# Moulins (Ille-et-Vilaine)
Moulins (bret. Melined) – miejscowość i gmina we Francji, w regionie Bretania, w departamencie Ille-et-Vilaine.
Według danych na rok 1990 gminę zamieszkiwało 510 osób, a gęstość zaludnienia wynosiła 34 osoby/km² (wśród 1269 gmin Bretanii Moulins plasuje się na 822. miejscu pod względem liczby ludności, natomiast pod względem powierzchni na miejscu 665.).